# Nathan MacKinnon
Nathan MacKinnon (Springhill, 1º settembre 1995) è un hockeista su ghiaccio canadese che gioca come attaccante nella National Hockey League con i Colorado Avalanche. È stato la prima scelta all'NHL Entry Draft 2013.

## Palmarès
Stanley Cup 2021/2022